# الانتخابات في فلسطين

تجري انتخابات السلطة الوطنية الفلسطينية في المناطق الفلسطينية المتمتعة بالحكم الذاتي من عام 1994 حتى انتقالها إلى دولة فلسطين في عام 2013. كان من المقرر إجراء الانتخابات في عام 2009، ولكن تم تأجيلها بسبب الانقسام الفلسطيني بين حركتي فتح وحماس. وافق الرئيس محمود عباس على البقاء حتى الانتخابات المقبلة، لكنه معترف به كرئيس فقط في الضفة الغربية وليس من قبل حماس في غزة. أجرت السلطة الوطنية الفلسطينية عدة انتخابات في الأراضي الفلسطينية، بما في ذلك انتخابات الرئيس والهيئة التشريعية والمجالس المحلية. لدى السلطة الوطنية الفلسطينية نظام متعدد الأحزاب، وطبقًا لهذا النظام فإن فتح هي الحزب المسيطر.
أجريت أول انتخابات تشريعية ورئاسية عام 1996؛ والانتخابات المحلية الأولى في الفترة من يناير إلى مايو 2005. أجريت انتخابات المجلس التشريعي السابقة (الفاشلة) في عام 1923 تحت الانتداب البريطاني، وأجريت الانتخابات البلدية السابقة في عامي 1972 و1976، بواسطة الحكم العسكري الصهيوني.
مرر المجلس التشريعي الفلسطيني قانونًا في يونيو 2005 (وقعه عباس في 13 أغسطس 2005)، لزيادة عدد الأعضاء من 88 إلى 132، مع انتخاب نصفهم باستخدام التمثيل النسبي والنصف بالتعددية الشاملة للتصويت التقليدي الدوائر الانتخابية. فاز عباس في الانتخابات الرئاسية في يناير 2005، في حين فازت حماس في الانتخابات التشريعية في يناير 2006. في عام 2007، ألغى مرسوم رئاسي مقاعد الدوائر الانتخابية مع انتخاب جميع المقاعد من قائمة وطنية. من جانبها رفضت حركة حماس التعديل واعتبرته غير قانوني.

## أهمية الانتخابات
تُجرى الانتخابات في السلطة الفلسطينية لممارسة حق الفلسطينيين في تقرير المصير فيما يتعلق بحقهم في إقامة دولتهم الخاصة، ولكنها تخضع للاحتلال العسكري. يتم يقييدهم في إطار اتفاقات أوسلو، مما يعني أن سلطة السلطة الوطنية الفلسطينية كانت (ولا تزال) مقصورة على مسائل مثل الثقافة والتعليم وبطاقات الهوية وتوزيع الأراضي والمياه وفقًا لأوسلو. اتفاق مؤقت.
لا تسمح إسرائيل بالممارسة الحرة للأنشطة السياسية؛ فنقاط التفتيش والجدران الفاصلة تعيق العديد من الأنشطة الاجتماعية، لا يمكن للمجلس التشريعي أن يعمل بشكل صحيح لأن السفر الحر مستحيل، خاصة بين غزة والضفة الغربية، بغض النظر عن الأعمال العدائية بين فتح وحماس. تعرض أعضاء المجلس التشريعي الفلسطيني وغيرهم من السياسيين لعمليات اعتقال طويلة من قبل إسرائيل أو حتى قُتلوا، ولا سيما أولئل الذين ينتمون لحماس. في أكتوبر 2007، كان هناك وزيرين سابقين و45 من أعضاء المجلس التشريعي الفلسطيني قيد الاعتقال الإسرائيلي. في يوليو 2012، كان هناك 4706 أسير فلسطيني في السجون الإسرائيلية. وكان 22 من هؤلاء أعضاء في المجلس التشريعي الفلسطيني، منهم 18 تحت الاعتقال الإداري. حصرت منظمة الضمير في نوفمبر 2013 حوالي 5000 سجين سجنتهم إسرائيل، منهم 14 عضوًا في المجلس التشريعي الفلسطيني (10 أعضاء في المجلس التشريعي الفلسطيني قيد الاعتقال الإداري).

## في قطاع غزة
عام 2006، شكلت حماس حكومة سميت بالحكومة العاشرة، وكان رئيس وزرائها هو الأستاذ إسماعيل هنية. في سبتمبر 2012م تم الإعلان عن تشكيل حكومة ثانية لحماس بدون تجديد الانتخابات، ولكن في عام 2014م وتحديداً في مهرجان إحياء ذكرى استشهاد الشيخ أحمد ياسين يوم 22 مارس، أعلنت حماس تخليها عن الحكومة واستقالة هنية لصالح حكومة الوفاق الفلسطينية برئاسة الدكتور رامي الحمد الله.

## الانتخابات البرلمانية

### الانتخابات البرلمانية 1996
في الانتخابات العامة عام 1996، فازت حركة فتح بـ55 مقعدًا من أصل 88 مقعدًا من دوائر انتخابية متعددة الأعضاء، مع تحديد عدد ممثلي كل دائرة انتخابية حسب عدد السكان. تم تخصيص بعض المقاعد للطائفتين المسيحية والسامرية، وخُصص 51 مقعدًا للضفة الغربية، 37 لقطاع غزة. فازت 5 مرشحات من بين 25 مرشحة بمقعد.

### الانتخابات البرلمانية 2006
في الانتخابات التشريعية لعام 2006، فازت ستة أحزاب و 4 مستقلين بمقاعد. فاز التغيير والإصلاح (أي حماس) بنسبة 44.45٪ من الأصوات و74 مقعدًا، بينما حصلت فتح على 41.43٪ من الأصوات و 45 مقعدًا.

## الانتخابات الرئاسية

### الانتخابات الرئاسية 1996
فاز الرئيس ياسر عرفات بانتخابات عام 1996 بحصوله على 87.2٪ من الأصوات.

### الانتخابات الرئاسية 2005
حصل محمود عباس على 62.52٪ من الأصوات في الانتخابات الرئاسية لعام 2005، بينما فاز منافسه الأكثر أهمية مصطفى البرغوثي بنسبة 19.48٪.

## الانتخابات المحلية

### الانتخابات المحلية 2005
أُجريت الانتخابات المحلية في عام 2005 على أربع مراحل، لكن لم يتم الانتهاء منها على الإطلاق. عُقدت المرحلة الأخيرة في 23 ديسمبر 2005. في ذلك اليوم، أجريت الانتخابات في 26 بلدية شملت أكثر من 140,000 ناخب مؤهل في أريحا و 25 قرية في الضفة الغربية. لم يتم تضمين أكثر من ربع السكان الفلسطينيين في هذه الانتخابات بما في ذلك المدن الكبرى مثل الخليل. أدى الصراع بين حماس وفتح بعد الانتخابات التشريعية عام 2006 إلى تعليق الانتخابات المحلية.

### الانتخابات المحلية 2010 و2012
انتهت فترة عضوية المجالس المحلية في السلطة الفلسطينية لمدة أربع سنوات في يناير 2009، فدعا مجلس الوزراء إلى إجراء انتخابات محلية لتعقد في 17 يوليو 2010، ولكن بعد أن أثبتت فتح عدم قدرتها على الموافقة على قائمة المرشحين، تم إلغاء الدعوة للانتخابات في 10 يونيو 2010. تم تأجيل الانتخابات وأجريت في وقت لاحق في 2012 بعد عدة تأخيرات.
انظر الجدول الزمني للانتخابات المحلية لعام 2012
انظر هنا للحصول على مجموعة مفيدة من الخرائط باللغة العربية.

### الانتخابات المحلية 2016 و2017
تم التخطيط للانتخابات في 8 أكتوبر 2016 ولكن تم تأجيلها حتى 13 مايو 2017.

## لجنة الانتخابات المركزية
بعد إنشاء السلطة الفلسطينية في عام 1993، تم تشكيل «لجنة الانتخابات» لإدارة أول انتخابات رئاسية وتشريعية فلسطينية عام 1996 كجزء من السلطة الفلسطينية. لإنشاء هيئة مستقلة ومحايدة، تم تأسيس لجنة الانتخابات المركزية في أكتوبر 2002 وفقًا لقانون الانتخابات العامة لعام 1995. وينص قانون الانتخابات الصادر في أغسطس 2005 على أن لجنة الانتخابات المركزية هي «الهيئة العليا التي تتولى الإدارة والإشراف وإعداد وتنظيم الانتخابات واتخاذ جميع التدابير اللازمة لضمان نزاهتها وحريتها».
بموجب قانون انتخابات المجالس المحلية رقم (10) لسنة 2005، أصبحت لجنة الانتخابات المركزية مسؤولة عن تنظيم الانتخابات المحلية، بالإضافة إلى تنظيم انتخابات رئيس السلطة الوطنية الفلسطينية وأعضاء المجلس التشريعي.

## المساعدة الانتخابية الخارجية
تم تشكيل مجموعة دعم إصلاح الانتخابات بدعم من الولايات المتحدة والاتحاد الأوروبي لدعم الانتخابات الفلسطينية. واحدة من المنظمات الرائدة للمجموعة هي المؤسسة الدولية للأنظمة الانتخابية، التي ساعدت بنشاط لجنة الانتخابات المركزية في 2004-2005 بمساعدة الوكالة الأمريكية للتنمية الدولية. يواصلون دعم لجنة الانتخابات.

## النظام الانتخابي للانتخابات العامة

### القانون الأساسي الفلسطيني
يحتل النظام الأساسي أعلى مرتبة في سلم التشريعات الفلسطينية، فهو بمثابة الدستور بين باقي القوانين، وعليه فإنه لا يجوز لأي قانون مخالفة أحكام القانون الأساسي.
وقد جاء في القانون الأساسي الفلسطيني المعدل لعام 2003 أن نظام الحكم في فلسطين نظام ديمقراطي نيابي يعتمد على التعددية السياسية والحزبية وينتخب فيه رئيس السلطة الوطنية انتخاباً مباشراً من قـبل الشعب، وجاء فيه أيضاً أن للمواطنين الحق في التصويت والترشيح في الانتخابات لاختيار ممثلين منهم.

### النظام الانتخابي وفق قانون الانتخابات رقم (13) لسنة 1995
تبنى قانون رقم (13) لسنة 1995 بشأن الانتخابات نظام الأغلبية، وبموجب هذا القانون، تم تقسيم الضفة الغربية وقطاع غزة إلى 16 دائرة انتخابية لانتخاب أعضاء المجلس التشريعي الـ88.
ويتيح نظام الأغلبية للناخب الحق في التصويت لعدد من المرشحين يساوي عدد المقاعد النيابية المخصصة لدائرته الانتخابية أو أقل، وفق هذا النظام يفوز المرشحون الذين يحصلون على أعلى الأصوات بالمقاعد النيابية المخصصة لكل دائرة انتخابية، إذ لا يعطي هذا النظام أهمية كبيرة إلى عدد الأصوات التي يحصل عليها المرشح الفائز سواء كانت كثيرة أو ضئيلة، أي أنه لا يشترط الفوز بأغلبية مطلقة من عدد أصوات المقترعين.
ووفق هذا القانون يخصص عدد من المقاعد للمسيحيين توزع بموجب مرسوم رئاسي على النحو التالي:
```
دائرة القدس (مقعدان)، ودائرة رام الله (مقعد واحد)، ودائرة بيت لحم (مقعدان)، ودائرة غزة (مقعد واحد). كذلك خصص القانون السابق مقعداً واحداً للطائفة السامرية في دائرة نابلس.
```

### النظام الانتخابي وفق قانون الانتخابات رقم (9) لسنة 2005
بتاريخ 18/6/2005 أقر المجلس التشريعي قانون الانتخابات العامة رقم (9) لسنة 2005، حيث اعتمد فيه النظام الانتخابي المختلط الذي يجمع مناصفة بين نظام الأغلبية النسبية (الدوائر)، ونظام التمثيل النسبي (القوائم)، كما حدد القانون عدد أعضاء المجلس التشريعي الفلسطيني بـ 132 عضواً، يتم انتخاب 66 عضواً وفق نظام الأغلبية النسبية ويتم انتخاب الـ 66 عضواً وفق نظام التمثيل النسبي (القوائم).

### قرار بقانون رقم (1) لسنة 2007 بشأن الانتخابات العامة
أصدر الرئيس الفلسطيني محمود عباس في الثاني من أيلول/ سبتمبر 2007، قراراً بقانون رقم (1) لسنة 2007 بشأن الانتخابات العامة، يقضي بإلغاء قانون الانتخابات الفلسطيني رقم (9) 2005، ويستند القرار بقانون في ديباجته إلى أحكام القانون المعدل للقانون الأساسي الفلسطيني، ولاسيما ما تنص عليه المادة (43) منه، والتي تعطي الرئيس الحق في إصدار قرارات لها قوة القانون في حالات الضرورة في غير ادوار انعقاد المجلس التشريعي.
ويحل القرار بقانون محل قانون الانتخابات رقم (9) لسنة 2005 الصادر عن المجلس التشريعي الفلسطيني والمصادق عليه من قبل الرئيس الفلسطيني بتاريخ 13 آب 2005.
```
وأبرز ما جاء في القرار بقانون كان اعتماد مبدأ التمثيل النسبي الكامل في انتخابات المجلس التشريعي (نظام القوائم) باعتبار الأراضي الفلسطينية دائرة انتخابية واحدة، بدلاً من النظام المختلط المحدد في القانون رقم (9) والذي جرت بموجبه 
الانتخابات التشريعية الأخيرة في يناير 2006
، وعليه يتم انتخاب جميع أعضاء المجلس التشريعي وفق نظام القوائم، حيث سيتم الترشح في إطار قوائم انتخابية مغلقة على مستوى الوطن، كما وسيتم توزيع المقاعد على القوائم الانتخابية بطريقة نسبية وفق طريقة «سانت لوغي»، بحيث تحصل كل قائمة على عدد من المقاعد تتناسب وعدد الأصوات التي حصلت عليها على مستوى الوطن.
```

ويتبنى القرار بقانون معظم بنود قانون الانتخابات رقم (9) لسنة 2005 كتعريف المقيم وشروط الترشيح وإجراءات العملية الانتخابية، مع وجود بعض التعديلات منها إضافة شرط جديد لأهلية الترشح لمنصب الرئيس أو عضوية المجلس بأن "يلتزم بمنظمة التحرير الفلسطينية باعتبارها الممثل الشرعي والوحيد للشعب الفلسطيني وبوثيقة الاستقلال وبأحكام القانون الأساسي.
```
يشار أيضاً إلى أن القرار المذكور تبنى نظام الجولتين لانتخاب الرئيس الفلسطيني، علماً أن القانون رقم (9) لسنة 2005 كان يعتمد نظام الاكثرية في انتخاب رئيس السلطة الوطنية الفلسطينية، ويعتمد نظام الجولتين على أساس اشتراط حصول المرشح الفائز على أغلبية الأصوات (أكثر من 50%)، لذلك إذا لم يحصل أي مرشح على الأغلبية المطلقة للأصوات يتم اللجوء إلى جولة ثانية بين المرشحَين الحاصلين على أعلى الأصوات، وهنا يفوز المرشح الحاصل على أغلبية أصوات الجولة الثانية.
```

## وصلات خارجية
- السلطة الفلسطينية تعقب الانتخابات
- أرشيف انتخابات آدم كار
- الضغط يتصاعد على حماس بعد الفوز